# Новий Путь (Челябінська область)
Новий Путь (рос. Новый Путь) — селище у Чесменському районі Челябінської області Російської Федерації.
Входить до складу муніципального утворення Калинівське сільське поселення. Населення становить 158 осіб (2010). Населений пункт розташований на території українського культурного та етнічного краю Сірий Клин.

## Історія
Від 18 січня 1935 року належить до Чесменського району Челябінської області.
Згідно із законом від 12 листопада 2004 року органом місцевого самоврядування є Калинівське сільське поселення .

## Населення
| 2002 | 2010 |
| ---- | ---- |
| 186  | ↘158 |